# Brevipalpus thelycraniae
Brevipalpus thelycraniae är en spindeldjursart som beskrevs av Livschitz och P. Mitrofanov 1967. Brevipalpus thelycraniae ingår i släktet Brevipalpus och familjen Tenuipalpidae. Inga underarter finns listade.